# Vocabulaire français adopté en allemand
Un important vocabulaire français a été adopté en allemand. Ces « emprunts de luxe » ne résultent pas que du prestige économique, politique et culturel dont jouissait la France et le français à certaines périodes de son histoire. La révocation de l'édit de Nantes sous le règne de Louis XIV en 1685 entraîne d'abord un exode massif de Huguenots. L’Allemagne en accueille 50 000, dont 20 000 dans la région autour de Berlin (Brandebourg), qui n'abandonneront le français qu'en 1806, en protestation à l'occupation de la Prusse par les troupes de Napoléon.
Aux XVIIe et XVIIIe siècles, alors que les Allemands construisent le palais de Sanssouci (jeu de mots en français) en pastichant Versailles et que la France se dote d'une armée à la hauteur de ses ambitions, l'influence du français atteint son paroxysme en Europe. Le siècle des Lumières entretient une dimension culturelle et prolonge l'élan du français. Certains champs lexicaux qui évoquent la finesse de la culture française, comme les arts de la table et de la mode, sont plus représentés que d'autres. Enfin, les mots adoptés changent parfois de sens, comme l'adjectif « fidel » (voir tables ci-dessous). Les mots qui apparaissent en gras sont d'utilisation particulièrement banale. Certain mots comme: Appetit, Apartment, Gastronomie, Kultur, Laterne qui peuvent paraître d'origine française, sont en réalité d'origine directe grecque, latine ou anglaise et ne figurent donc pas dans cet article. Certain mots, comme "Coup D'État", "Bain-Marie" ou "Belle Époque" ne sont plus très utilisé, et ont été progressivement remplacés ou purement abandonnés.

## Liste de mots français en allemand courant

### A

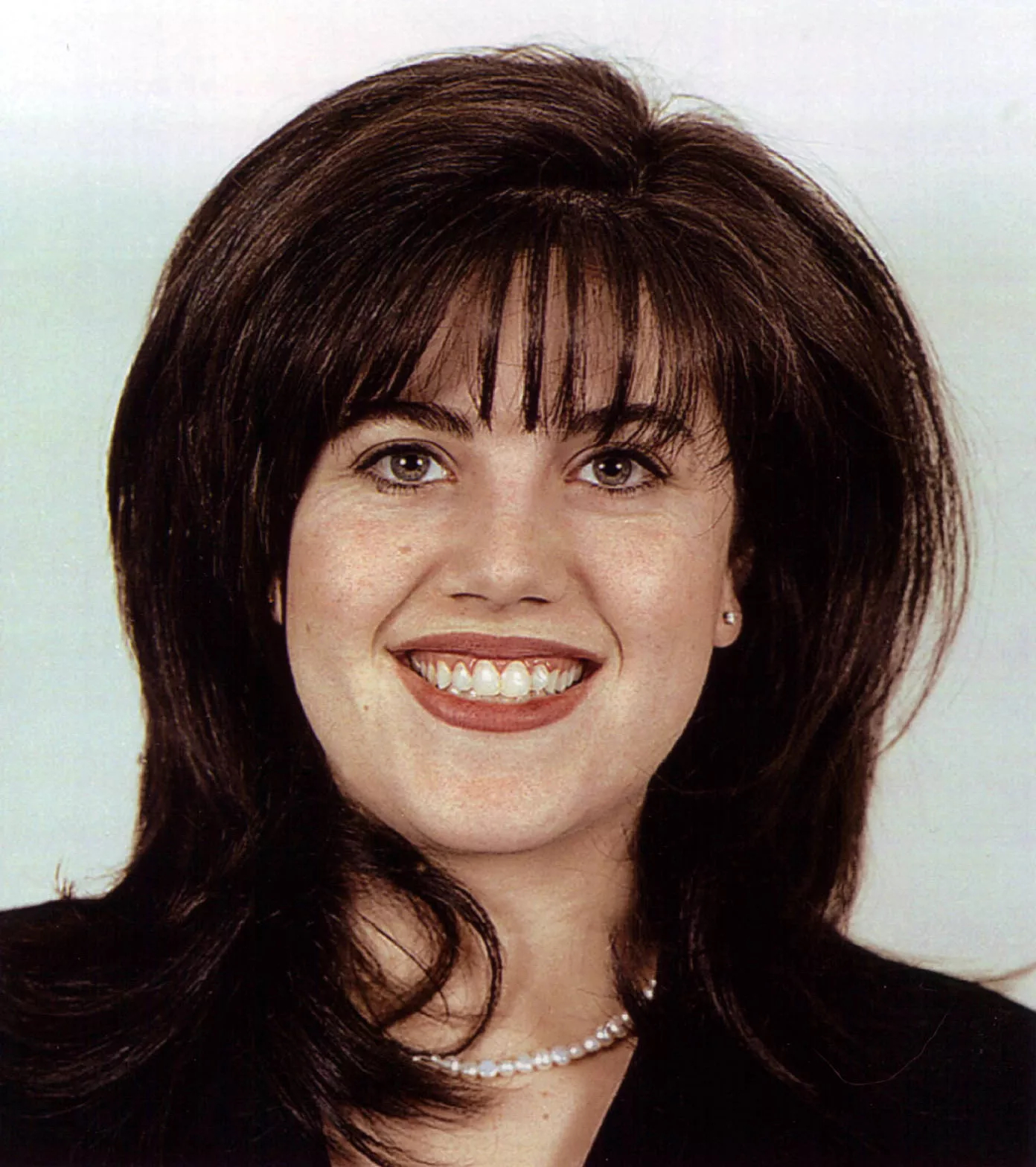
Lewinsky-Affäre.

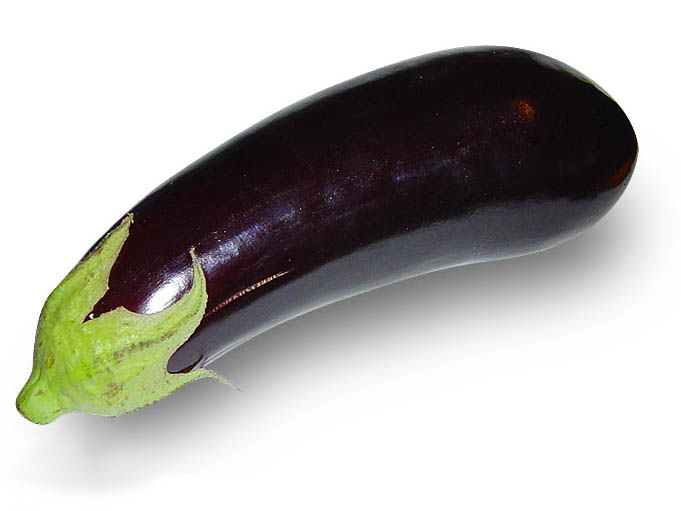
Die Aubergine.

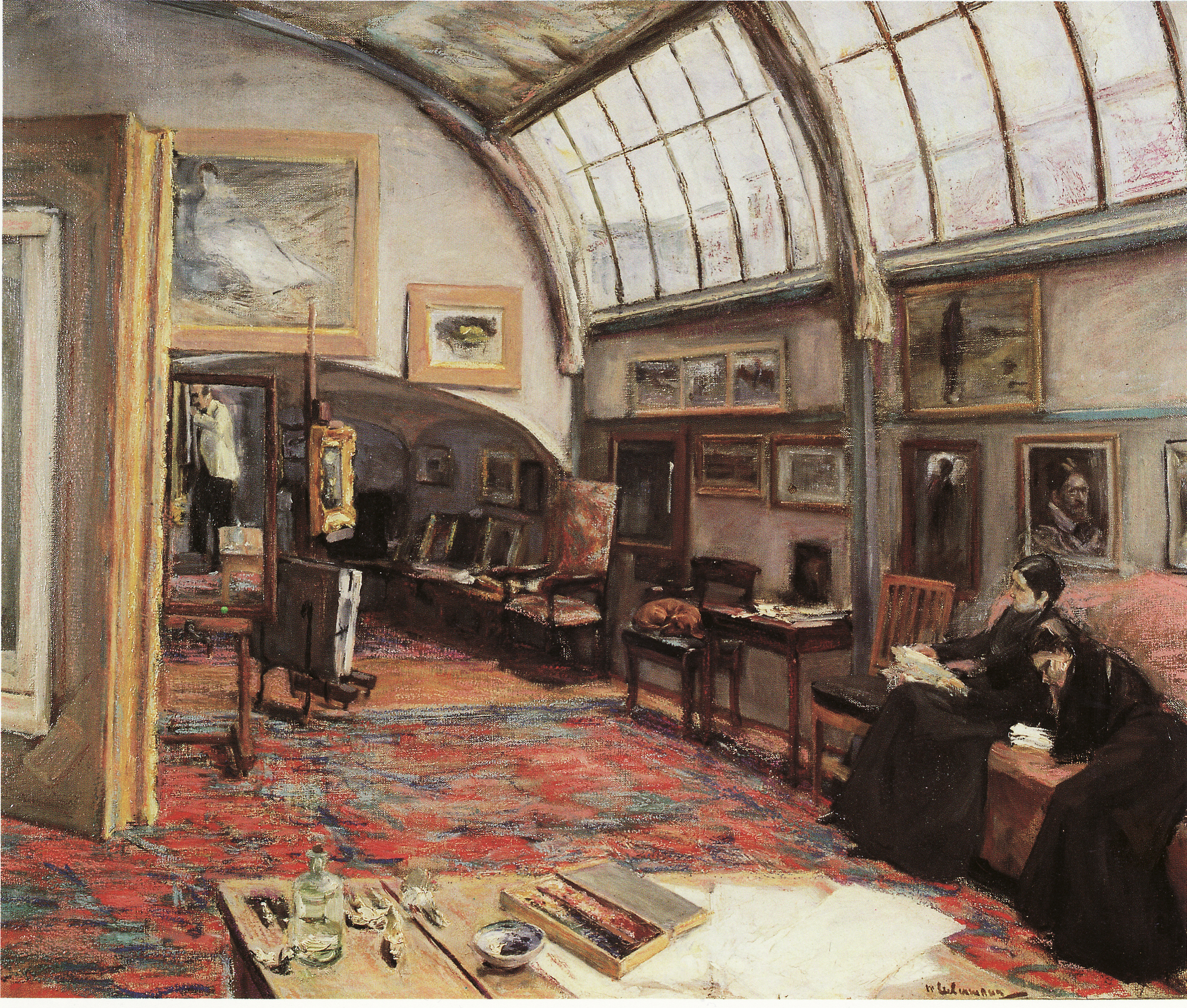
Das Atelier des Künstlers.

| Mot allemand                   | Origine           | Sens                                                                      | Domaine                 |
| ------------------------------ | ----------------- | ------------------------------------------------------------------------- | ----------------------- |
|                                |                   |                                                                           |                         |
| das Abenteuer                  | l'aventure (f)    | aventure                                                                  |                         |
| das Accessoire                 | l'accessoire (m)  | accessoire (chapeau, ceinture...)                                         | mode, art               |
| die Affäre                     | l'affaire (f)     | Aventure sexuelle scandaleuse                                             | langage courant         |
| der Aktionär (pl:e)            | l'actionnaire     | actionnaire                                                               | Économie                |
| der Altruismus                 | l'altruisme (m)   | altruisme                                                                 | Culturel                |
| die Allee                      | l'allée (f)       | avenue, route ou chemin planté d'arbres des deux côtés                    | langage courant         |
| die Allüren (toujours pluriel) | l’allure (f)      | les manières (de star par exemple)                                        | mode                    |
| der Amateur, die Amateurin     | l'amateur         | amateur                                                                   | culturel                |
| amurös (adj.)                  | amoureux          | amoureux (frivole)                                                        | société                 |
| amüsant (adj.)                 | amusant           | amusant distrayant                                                        | cours, société          |
| die Anarchie                   | l'anarchie (f)    | anarchie                                                                  | Culture, politique      |
| der Aperitif                   | l'apéritif (m)    | Boisson alcoolisée consommée avant le repas pour ouvrir l’appétit         | Gastronomie             |
| das Après-Ski                  | l'après-ski       | socialisation après une journée de ski                                    | langage courant, loisir |
| apropos (adv.)                 | à propos          | à propos                                                                  | langage courant         |
| das Arrangement                | l'arrangement     | L'arrangement, l'organisation                                             | Technique               |
| die Arcade                     | l'arcade (f)      | voute, arche, passage couvert                                             | culturel (Architecture) |
| die Armee                      | l'armée (f)       | 1- Ensemble des forces militaires d'un territoire 2- Un très grand nombre | militaire               |
| das Atelier                    | l'atelier         | L'atelier d'artiste, de photographe ou de couturier.                      | Art, mode               |
| der Attache                    | l'attaché         | Premier assistant d'un diplomate                                          | diplomatie, politique   |
| die Aubergine                  | l'aubergine (f)   | aubergine, le fruit et la couleur en adjectif                             | Culinaire, botanique    |
| die Avantgarde                 | l'avant-garde (f) | Groupe de pionniers d'un développement spirituel                          | Politique, Art          |

### B

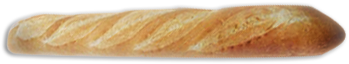
Das Baguette

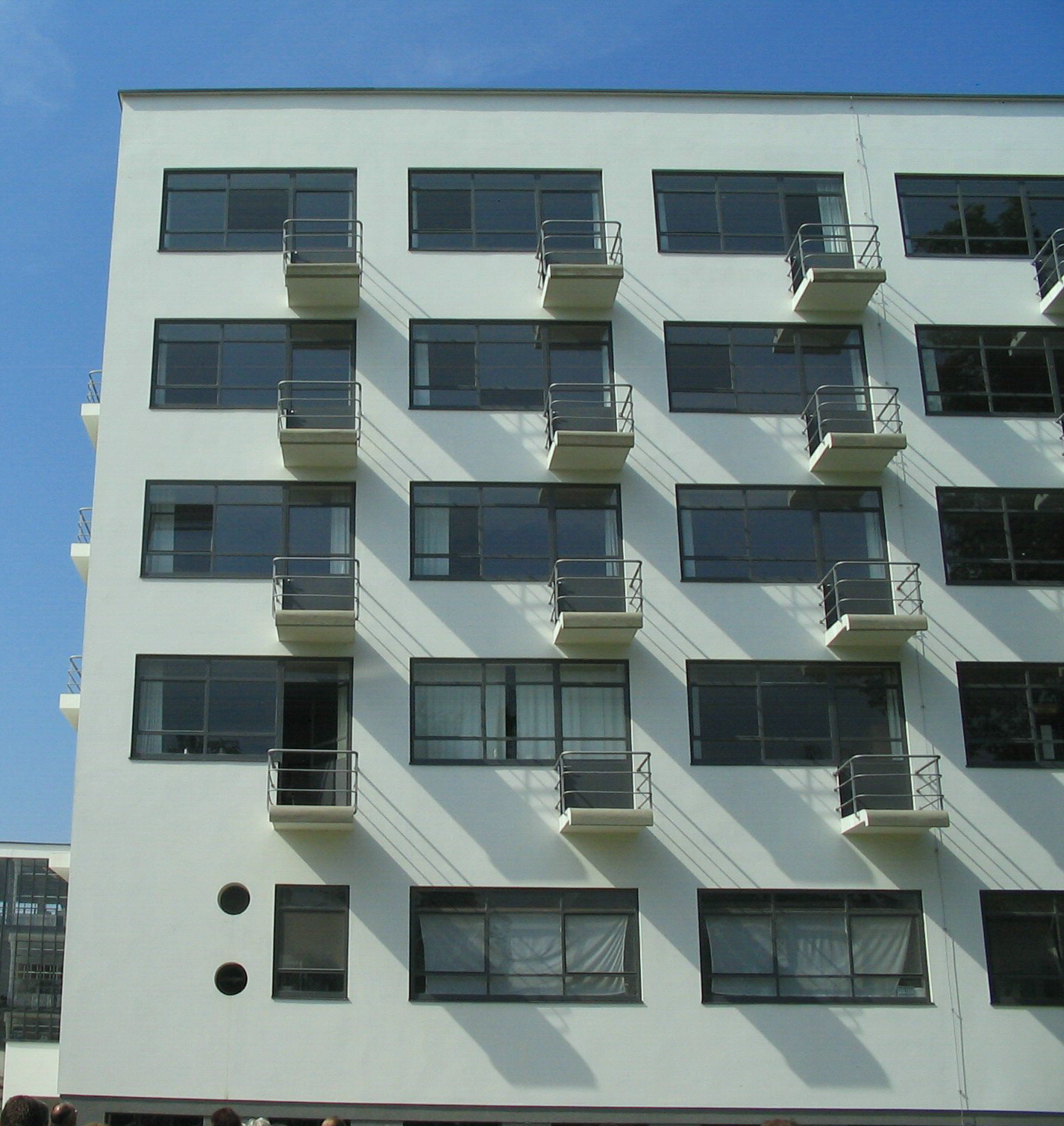
Bauhaus-Dessau Wohnheim Balkone.jpg

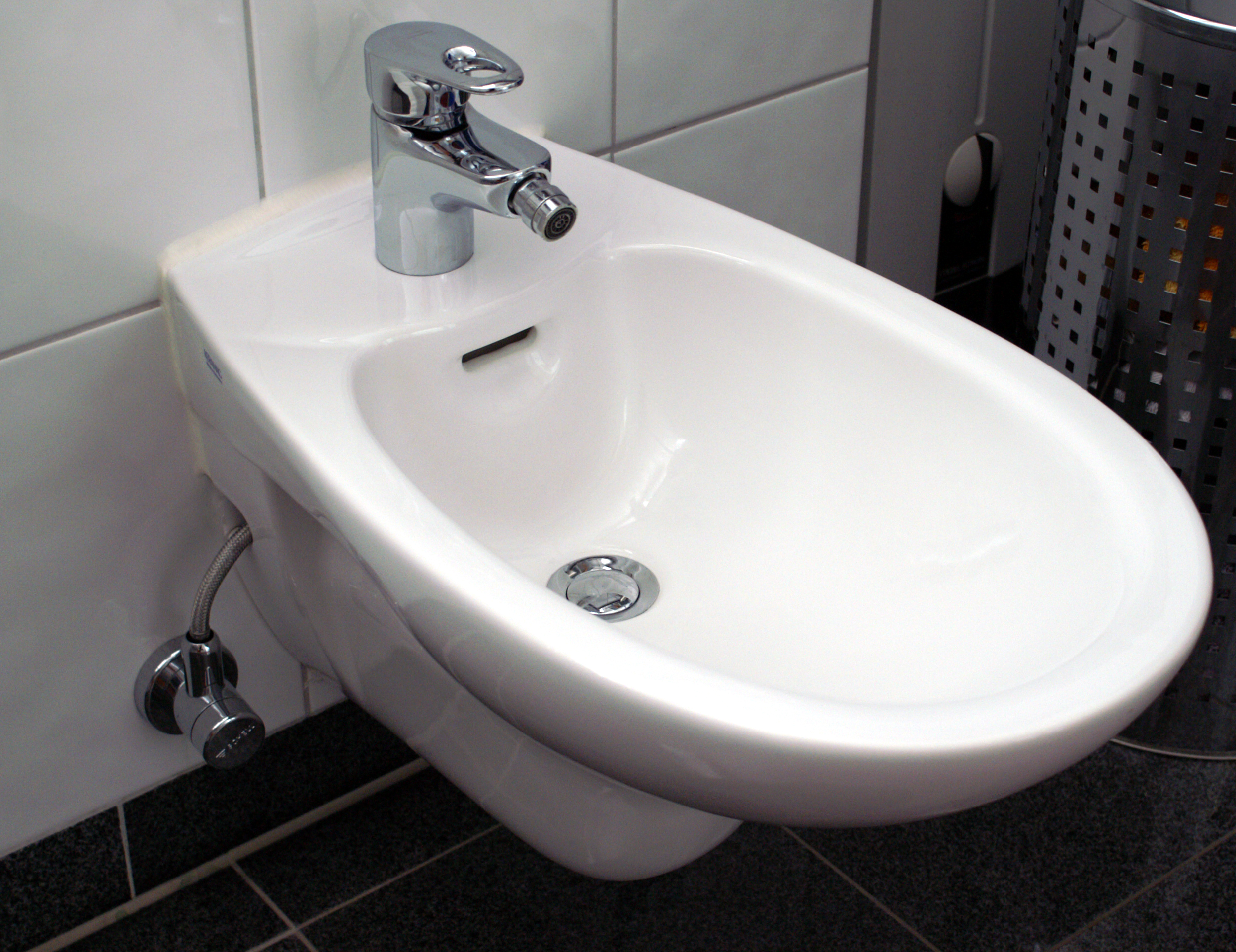
Bidet weiss

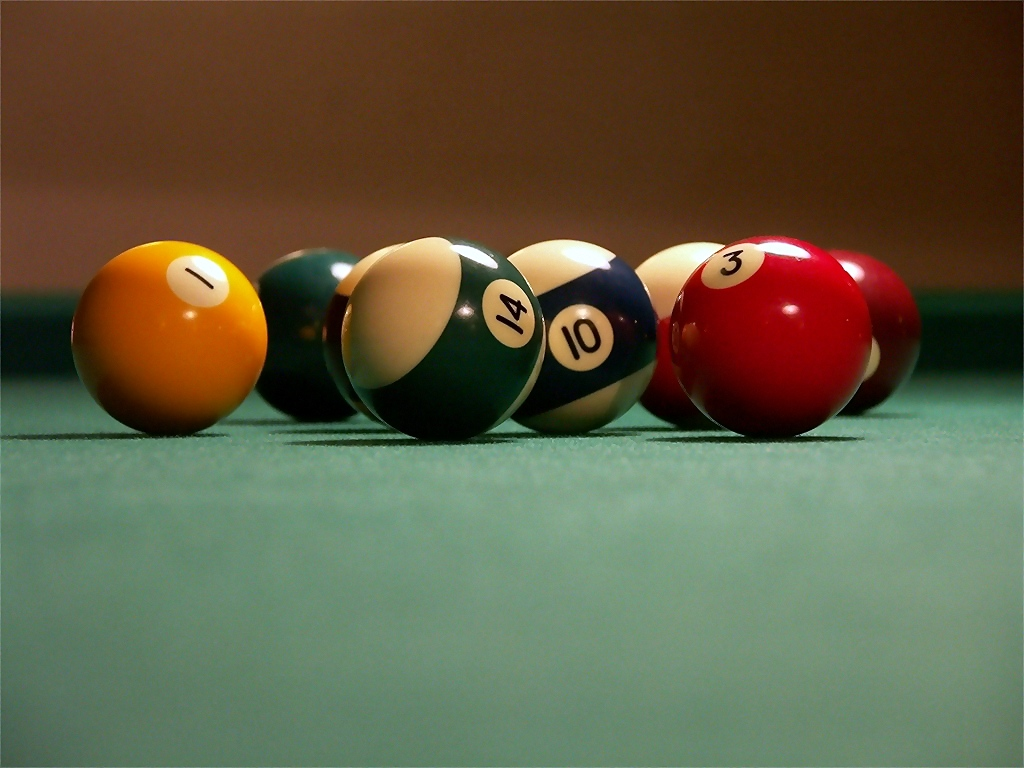
Poolbillardkugeln

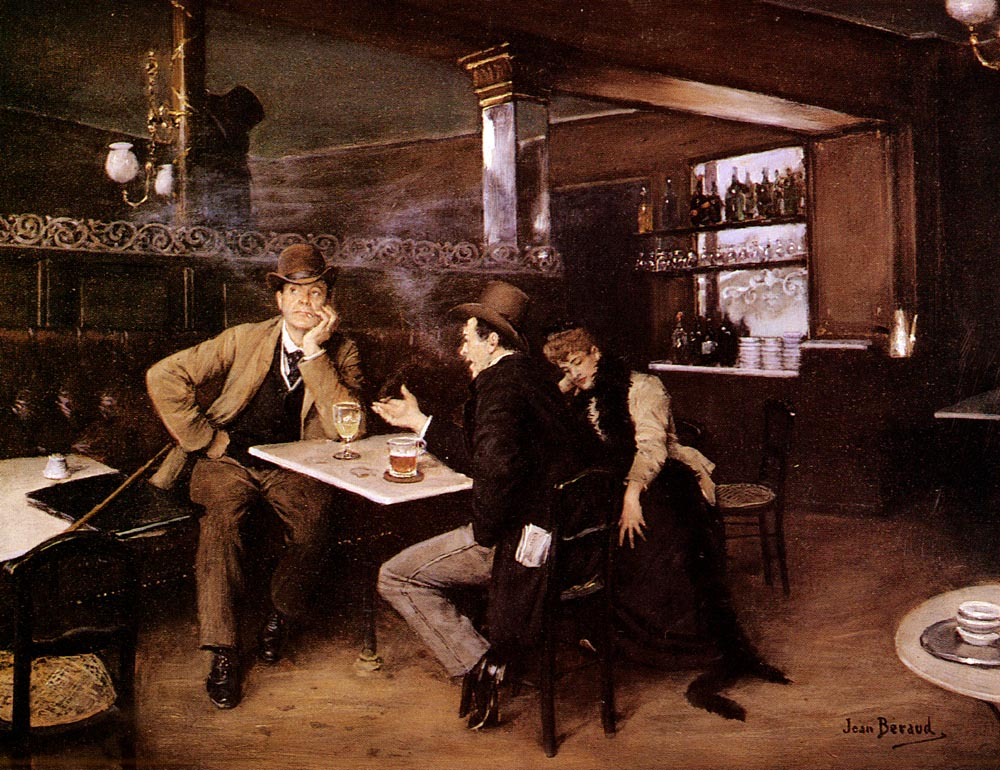
Im Bistro (Gemälde von Jean Béraud)

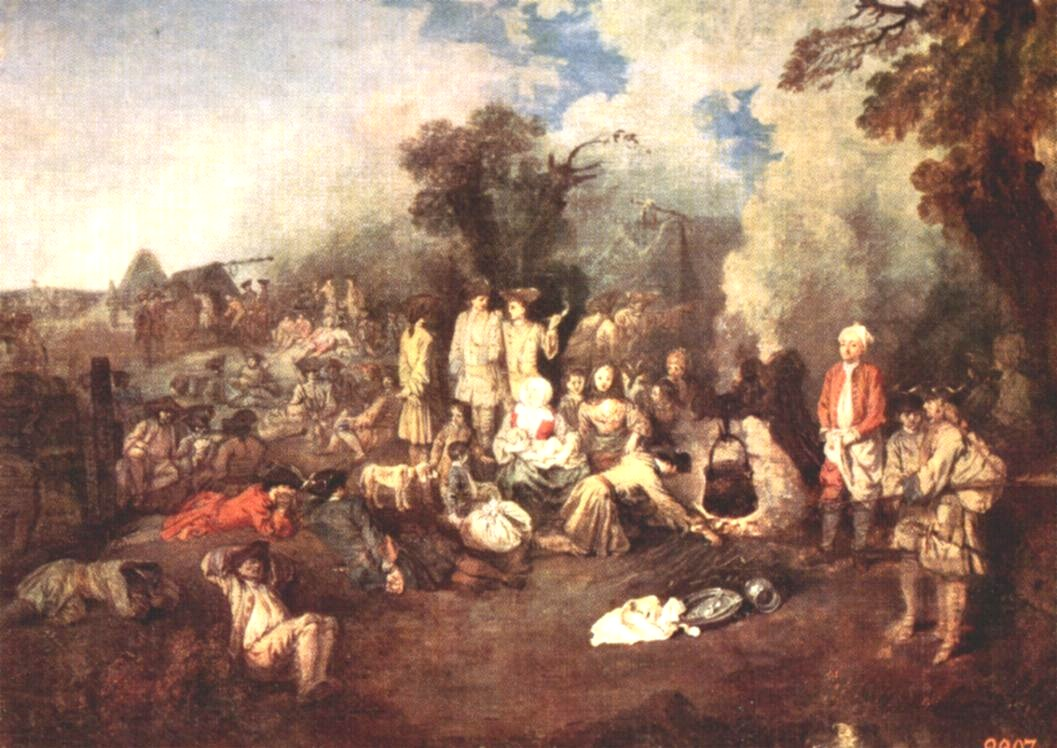
Ein Biwak.

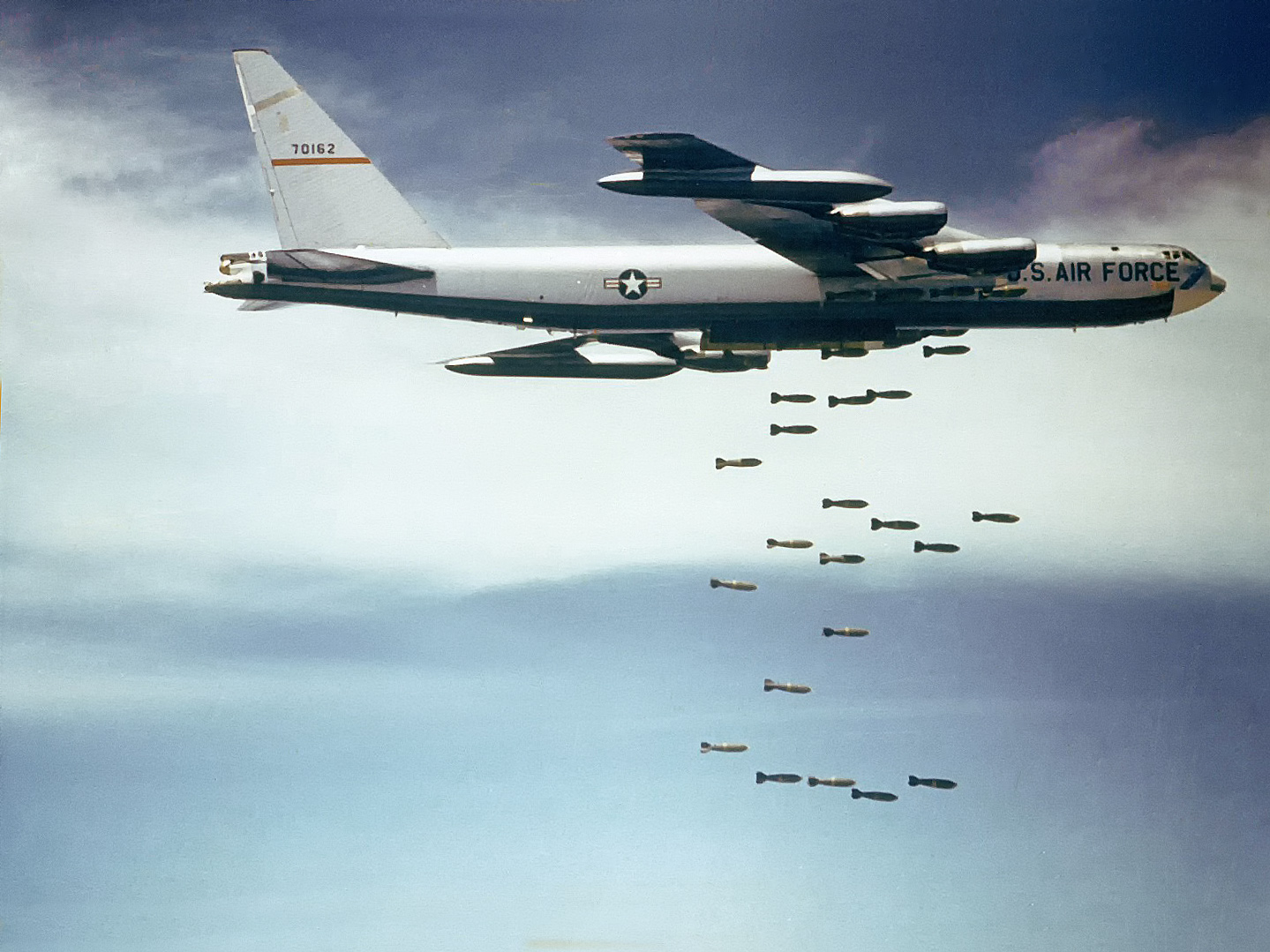
Ein B-52-Bomber wirft Bomben ab

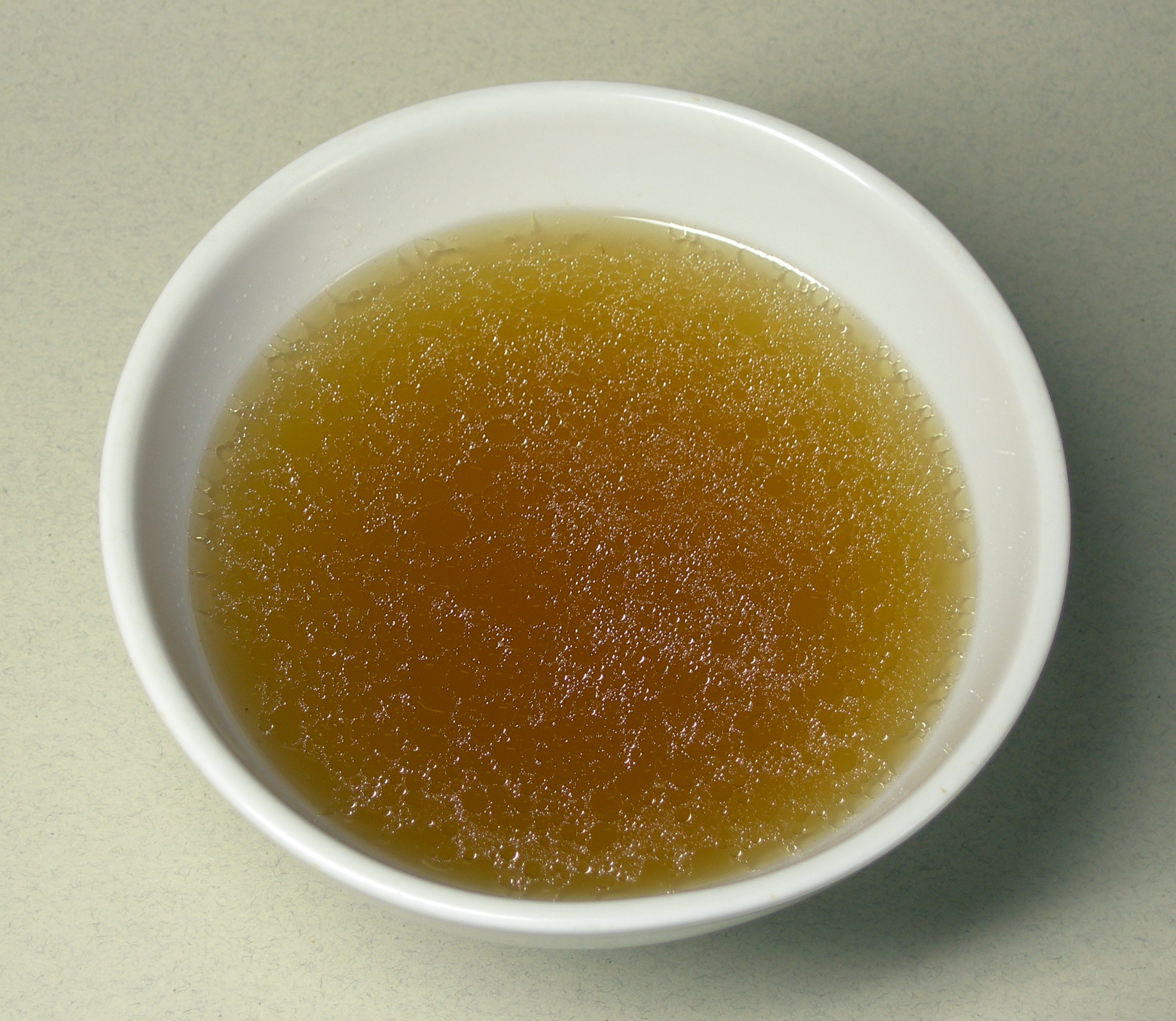
Eine Bouillon

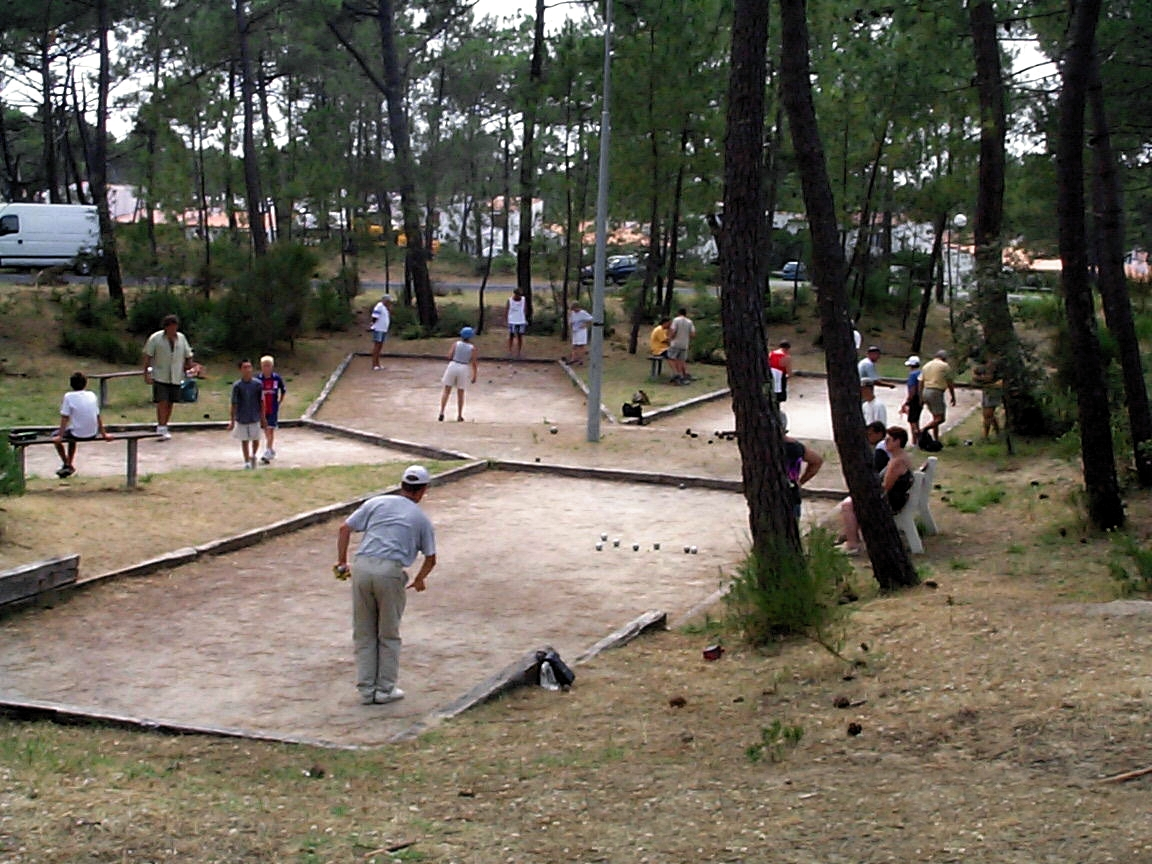
Boule-Spiel

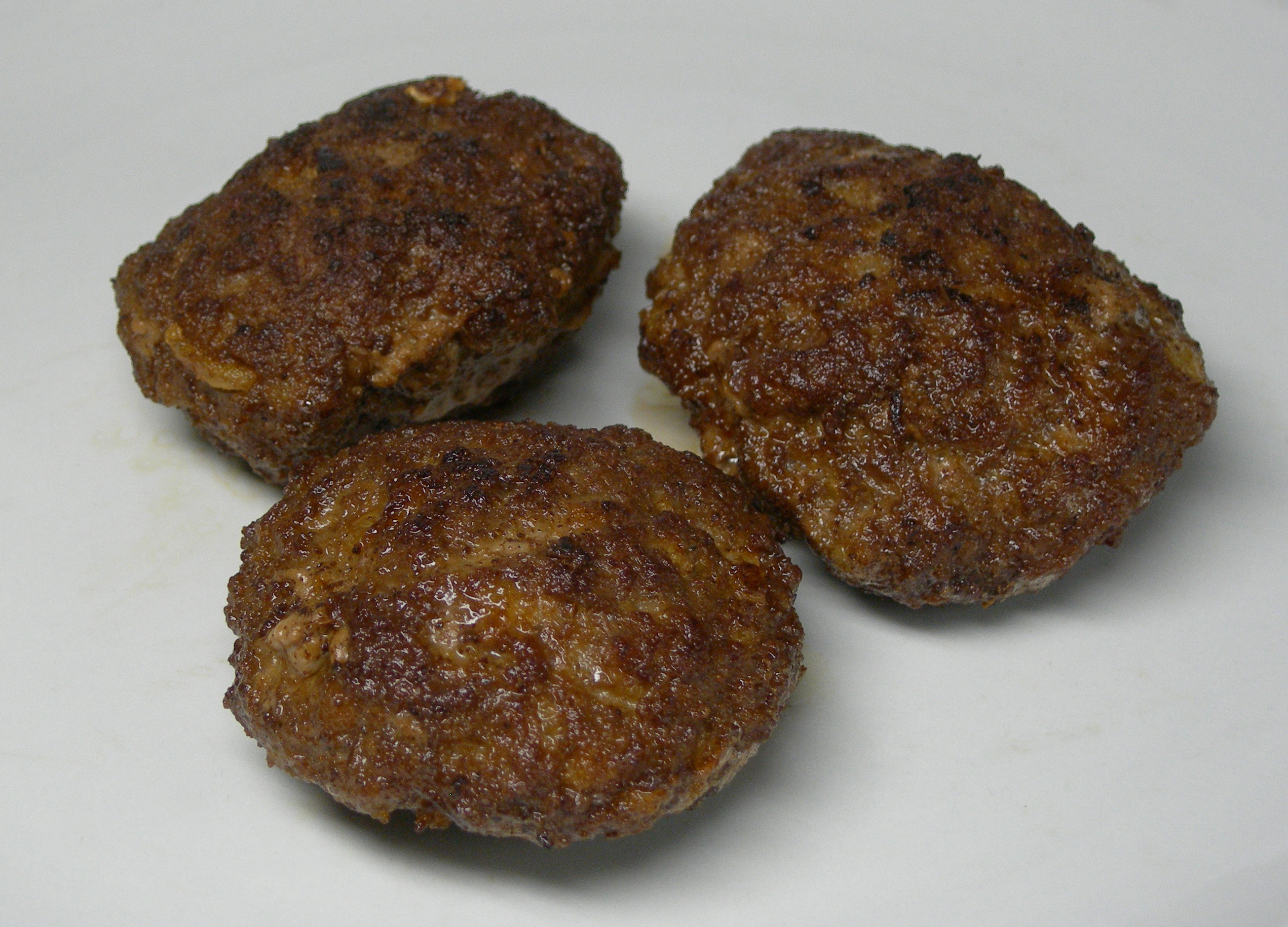
Buletten

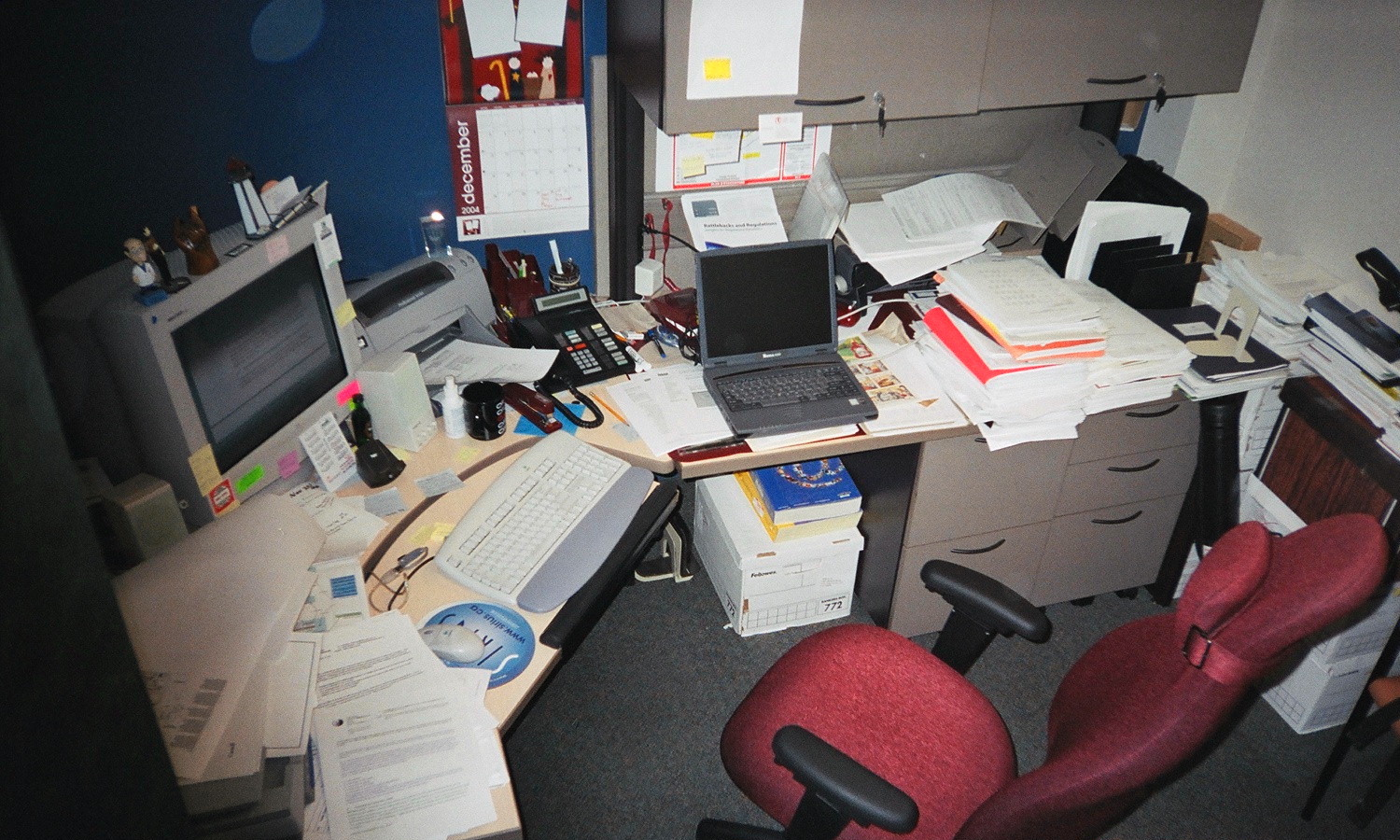
Ein Büro

| Mot allemand                              | Origine                    | Sens | Domaine                                   |
| ----------------------------------------- | -------------------------- | --- | ----------------------------------------- |
| das Baguette                              | la baguette                | baguette de pain (et jamais une autre sorte de baguette, ni chinoise ni de chef d'orchestre).                                                                | Gastronomie                               |
| das Baiser                                | le baiser                  | Meringue (sans rapport avec le mot d'origine!) | Gastronomie                               |
| das Bajonett                              | la baïonnette              | Fusil monté d'une arme blanche | Militaire                                 |
| die Balance/ balancieren                  | la balance                 | équilibre, équilibrer | Sciences, langage courant                 |
| der Balkon                                | le balcon                  | 1- plate-forme se dégageant du mur 2- étage d'un théâtre | architecture, théâtre                     |
| die Ballade                               | la ballade                 | long poème tragique, chanson lente et mélancolique | Culture, Arts                             |
| die Bandage/ bandagieren                  | le bandage                 | bandage | Militaire/ Médical                        |
| das Bankett                               | le Banquet                 | 1- Repas de fête, banquet 2- Salle ou se tient un tel repas 3- le Bas-côté sur une route                                                                     | Culture, gastronomie                      |
| der Bankier                               | le banquier                | Propriétaire ou membre du conseil d'administration d'une Banque                                                                                              | Commerce                                  |
| die Barriere                              | la barrière                | barrière | Langage courant                           |
| die Barrikade                             | la Barricade               | Mur de protection improvisé avec des objets de la vie courante                                                                                               | Militaire                                 |
| das Bassin                                | le bassin                  | Retenue d'eau artificielle | Architecture                              |
| das Bataillon                             | le bataillon               | bataillon | Militaire                                 |
| der Beau                                  | beau (adj.)                | un bel homme, un playboy | Société                                   |
| die Beletage                              | le bel étage               | Premier étage (anciennement réservé au propriétaire). | Architecture                              |
| die Bellevue                              | la belle vue               | Un endroit d'où la vue est belle | Paysage, lieu                             |
| die Bête                                  | la bête                    | Perte (souvent en argent) à un jeu de cartes | Jeu, société                              |
| der Beton                                 | le béton                   | béton | Architecture                              |
| das Bidet                                 | le bidet                   | bidet | Vie courante                              |
| bigott, adj.                              | le bigot                   | bigot | Société, culture                          |
| das Billard                               | le billard                 | billard | Jeu                                       |
| das Billett                               | le billet                  | Un document représentant un somme payée pour un service (billet de train)                                                                                    | vie courante                              |
| der Biskuit                               | le biscuit                 | biscuit | Gastronomie                               |
| das Bistro                                | le bistrot                 | bistrot | Vie courante                              |
| das Biwak/ biwakieren                     | bivouac                    | bivouac | militaire                                 |
| blanchieren                               | blanchir                   | plonger brièvement dans l'eau bouillante puis passer à l'eau froide                                                                                          | culinaire                                 |
| das Blouson                               | le blouson                 | Veste sportive serrée au niveau des hanches du col et des poignets.                                                                                          | Vêtement, mode                            |
| die Bluse                                 | la blouse                  | Un chemisier (manche longues, col, se ferme sur le devant souvent avec des boutons).                                                                         | Vêtement, mode                            |
| die Bohème                                | la bohème                  | Milieu dans lequel les artistes ne se sentent pas retenus par les conventions sociales                                                                       | Société, culture, art                     |
| das Bombardement/ bombardieren            | le bombardement/ bombarder | utilisation sens propre comme figuré (ie bombarder d'e-mail)                                                                                                 | Militaire/langage courant                 |
| das Bonbon                                | le bonbon                  | Une sucrerie dure qui se suce longtemps (les haribos ne sont donc pas des bonbons en Allemand).                                                              | Gastronomie, vie courante                 |
| das Bonmot                                | le bon mot                 | Une remarque dont l'intention est de faire rire | Société                                   |
| das Boudoir                               | le boudoir                 | Petite pièce élégante où la maitresse de maison peut se retirer                                                                                              | Architecture, société                     |
| die Bouillabaisse                         | la bouillabaisse           | bouillabaisse | Gastronomie                               |
| die Bouillon                              | le bouillon                | soupe claire | Gastronomie                               |
| das Boule-Spiel                           | le jeu de boule            | Pétanque, toujours très populaire à Berlin | Jeu/langage courant                       |
| der Boulevard                             | le boulevard               | Une rue large et plantée | Vie courante, urbanisme                   |
| die Bourgeoisie                           | la bourgeoisie             | bourgeoisie, dans le sens Marxiste, de la classe propriétaire des moyens de production                                                                       | Société, politique                        |
| die Boutique                              | la boutique                | Principalement petit magasin de mode | Couture, vie courante                     |
| die Branche                               | la branche                 | 1- secteur de l'économie 2- familier: spécialisation professionnelle                                                                                         | Économie, Mot très utilisé                |
| die Bravour/ Bravourös                    | la bravoure                | 1- bravoure 2- maitrise technique consommée 3- performance spectaculaire                                                                                     | militaire, spectacle                      |
| die Bredouille                            | bredouille, adv,           | difficulté (familier) : exemple « In Bredouille sein » |                                           |
| die Brigade                               | la brigade                 | Plus petite unité capable de combats indépendants, se composant de plusieurs bataillons, et dépendant d'une division                                         | militaire                                 |
| der Brigadier                             | le brigadier               | général de brigade | militaire                                 |
| der Brillant, brillant, adj, brillieren v | brillant, adj              | 1- Un diamant taillé en une sorte de losange, produisant une brillance éclatante 2- brillant, excélent                                                       | Langage courant                           |
| das Brimborium                            | le brimborion              | des efforts disproportionnés, des ornements inutiles | Colloquialisme                            |
| die Brioche                               | la brioche                 | brioche | Gastronomique                             |
| brisant, adj                              | brisant                    | avec un effet dévastateur, explosif, aussi bien une bombe au sens propre, qu'un sujet de conversation au sens figuré.                                        | militaire, politique                      |
| die Brisanz                               | brisant                    | Degré de dégât causé | Physique, politique.                      |
| die Broschüre                             | la brochure                | Petit guide imprimé, de moins de 48 pages, dont la publication est restreinte, le contenu récent et les pages simplement agrafées                            | Tourisme, publicité, religieux, politique |
| brüskieren, v                             | brusquer                   | Brusquer, heurter, blesser quelqu'un | Sentiments, Étiquette                     |
| das Budget/ budgetieren, v                | le budget                  | Recettes et dépenses prévues | Économie, vie courante                    |
| die Bulette                               | la boulette                | Boule de viande hachée | Gastronomie                               |
| das Bulletin                              | le bulletin                | déclaration officielle, bulletin de santé | Politique, médical                        |
| das Büro                                  | le bureau                  | 1- Espace de travail ou sont effectuées les tâches écrites et administratives d'une entreprise ou organisation 2- Ensemble de ce qui appartient à l'employer | Langage courant                           |

### C
| Mot allemand                         | Origine                      | Sens | Domaine                                     |
| Chaussee                             |                              | Avenue | langage courant                             |
| ------------------------------------ | ---------------------------- | --- | ------------------------------------------- |
| das Café                             | le café                      | Lieu ou l'on consomme principalement du café et des gâteaux | Langage courant                             |
| der Camembert                        | le camembert                 | camembert | Gastronomie                                 |
| das Chalet                           | le Chalet                    | Chalet | Architecture                                |
| der Champagner                       | le champagne                 | champagne | Gastronomie                                 |
| der Champignon                       | le champignon                | champignon de Paris | culinaire                                   |
| die Chance                           | la chance                    | 1- Une possibilité de réalisation 2- Une perspective de succès | langage courant, utilisation très fréquente |
| das Chanson                          | la chanson                   | Genre musical: chanson française | Art, culture                                |
| der Charakter                        | le caractère                 | La personnalité, ou bien le personnage (anglicisme) | Langage courant                             |
| die Charge                           | la charge                    | Produits issus du même lot : même date et qualité de production. Aussi : un chargement, une cargaison                                                                      | commerce                                    |

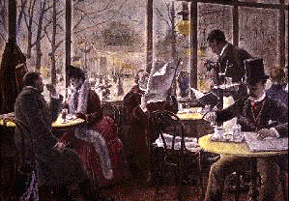
Café Josty, Potsdamer Platz, Berlin (1890)

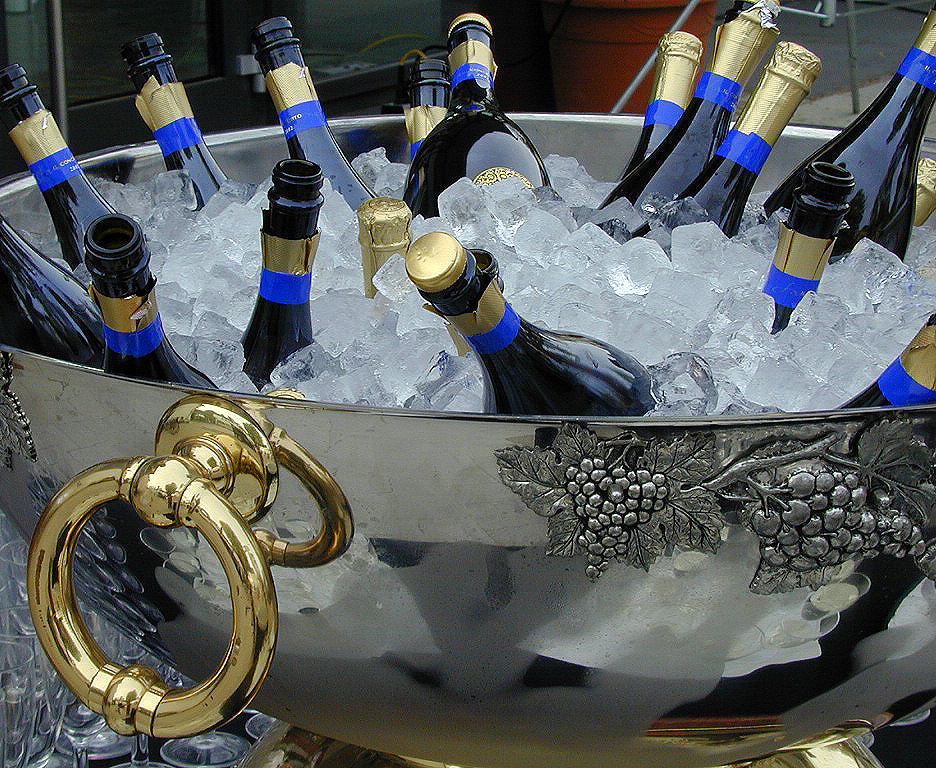
Champagnerkühler (un seau de champagne)

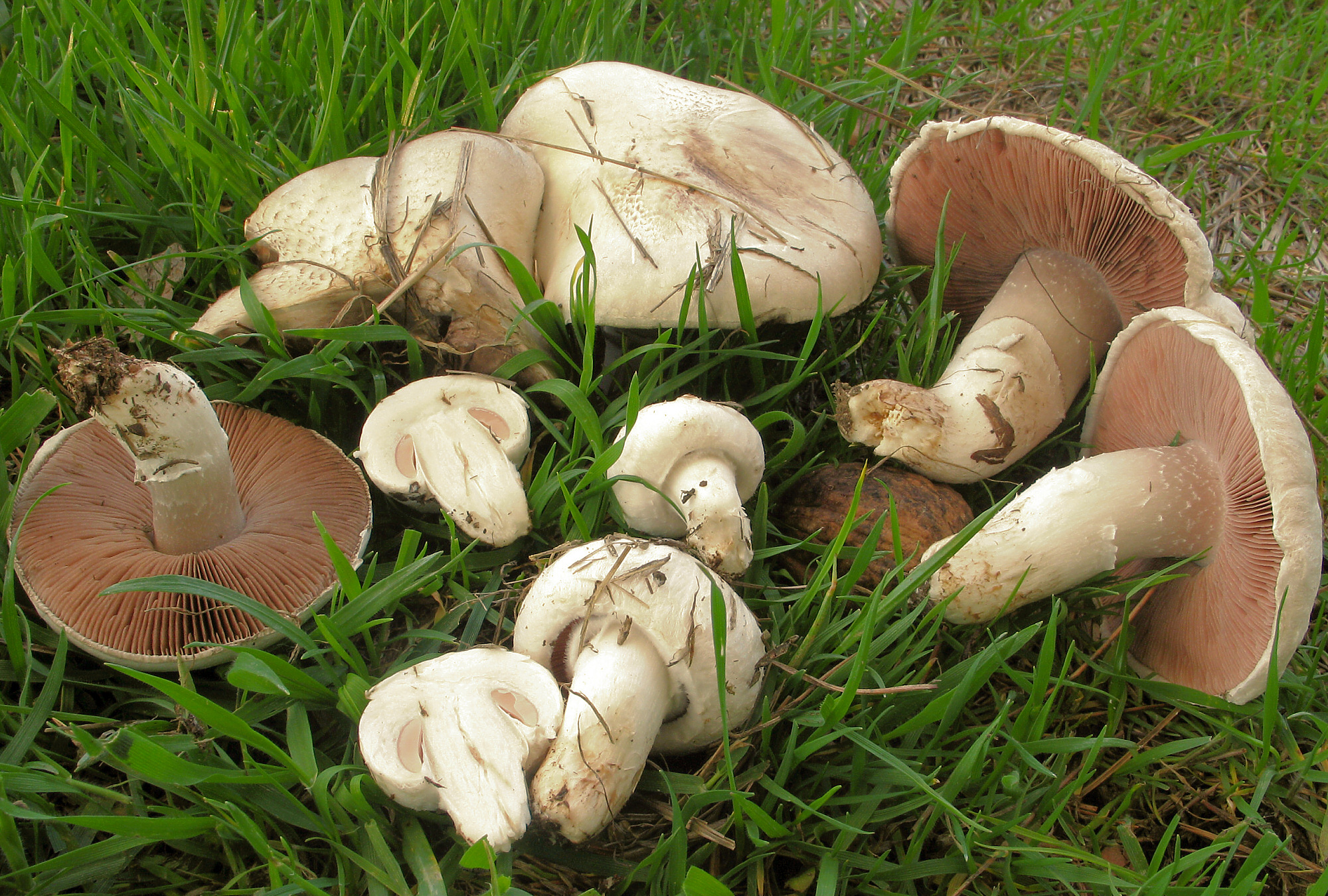
Champignons

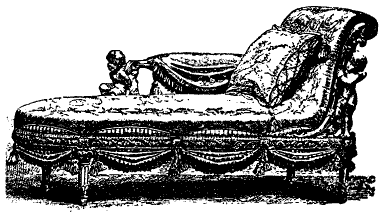
Chaiselongue

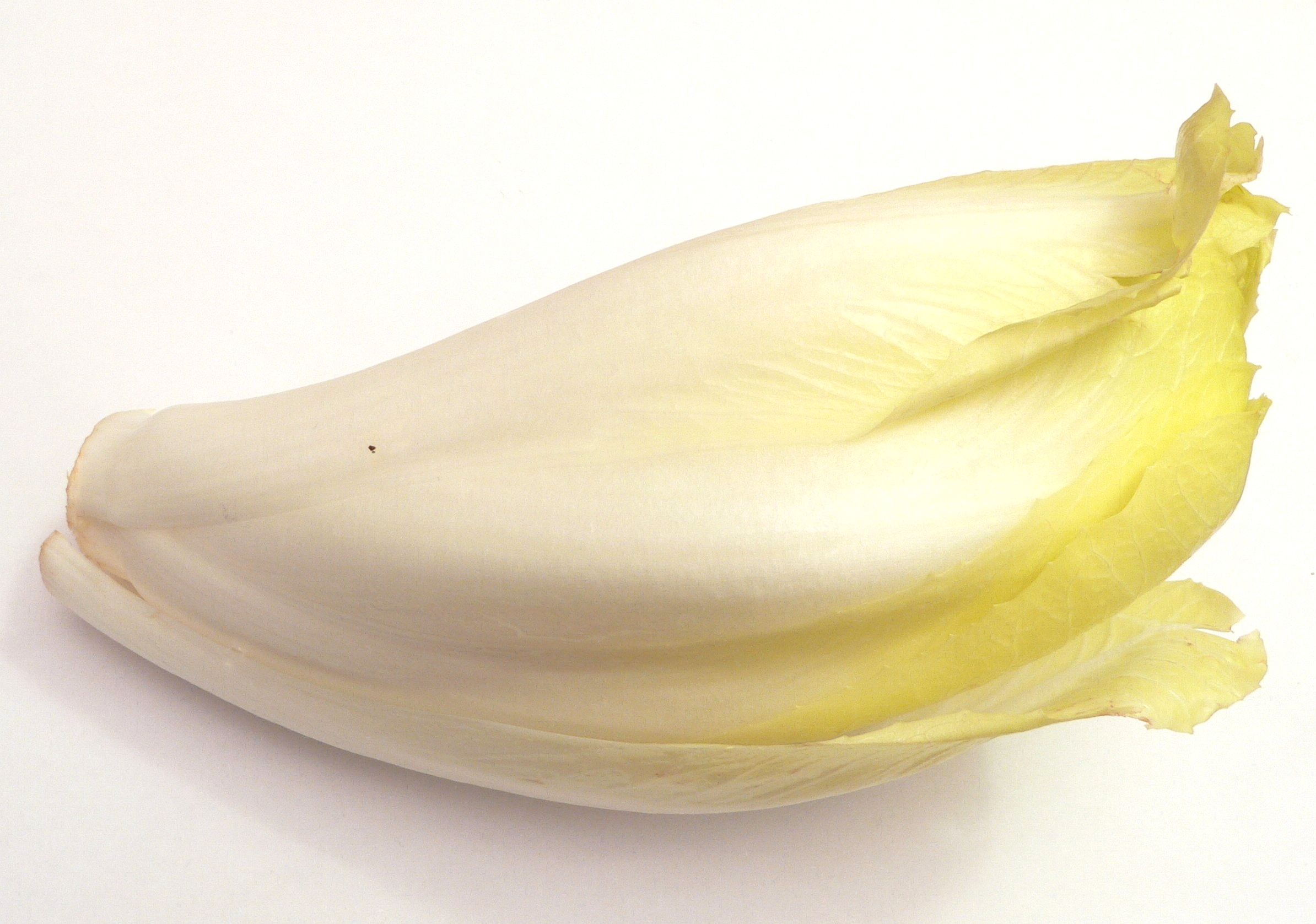
Der Chicorée

| der Charme Charmant (adj) Charmeur   | le charme, charmant charmeur | agréable et captivant, charmant charmeur, un homme qui sait user de charme pour attirer des femmes.                                                                        | langage courant                             |
| die Chaise                           | la chaise                    | chariot en osier monté sur deux essieux qui était utilisé pour transporter les denrées sur les marchés                                                                     | Objet ancien                                |
| die Chaiselongue                     | la chaise-longue             | Chaise allongée et rembourrée dans laquelle on peut s'allonger. | Mobilier                                    |
| changieren, v                        | changer                      | qui est iridescent, chatoyant | Tissus, mode                                |
| der Chapeau                          | le chapeau                   | Exclamation admirative: Chapeau! | Langage ordinaire                           |
| das Château                          | le château                   | Château, maison de maitre, vignoble | Vins, tourisme                              |
| chatrieren, v                        | châtrer                      | Retirer les intestins d'un coquillage vivant, pour améliorer sa valeur gustative. Pratique toutefois maintenant interdite dans la loi allemande de protection des animaux. | culinaire                                   |
| Chauffeur (Schofför), chauffieren v. | le chauffeur                 | chauffeur | métier                                      |
| die Chaussee                         | la chaussée                  | Certaines avenues sont appelées Chaussee | Urbanisme                                   |
| Chauvinist, chauvinistisch adj.      | chauvin                      | chauvin ou sexiste selon le contexte | langage courant                             |
| der Chef, die Chefin                 | le chef, la chef             | chef, responsable | entreprise                                  |
| chic/schick, adj.                    | chic                         | chic | Mode, publicité                             |
| der Chicorée                         | la chicorée                  | Endive | Agronomie, culinaire                        |
| der Chiffon                          | le chiffon                   | tissus leger, un voile, souvent en soie | Mode, vêtement                              |
| die Chiffre                          | le chiffre                   | 1- un Caractère 2- un code pour chiffrer un message (militaire). | Écriture, décryptage                        |
| die Chose                            | la chose                     | Chose | Langage ordinaire                           |
| die Clique                           | la clique                    | clique (péjoratif) | Langage ordinaire                           |
| der Clou                             | le clou                      | Point culminant | Évènement, spectacle                        |
| der Coiffeur, Die Coiffeuse          | le coiffeur, la coiffeuse    | Le mot Coiffeur, d'un registre soutenu, apparait souvent sur l'enseigne des coiffeurs, mais dans le langage courant, c'est un autre gallicisme qui est utilisé: Frisör     | Petit commerce, métier                      |
| die Collage                          | le collage                   | Technique de composition artistique | Art                                         |
| die Concierge                        | la concierge                 | Concierge (en Allemagne généralement une femme) | Habitation                                  |
| die/das Consommé                     | le consommé                  | Bouillon | Gastronomie                                 |
| die Contenance                       | la contenance                | Le sang-froid | Aptitude professionnelle                    |
| die Couleur                          | la couleur                   | Un aspect de la personnalité d'une personne | littéraire                                  |
| der Coup                             | le coup                      | par exemple un vol à main armée, ou un coup monté | Fait-divers                                 |
| der Coupe                            | La coupe                     | En allemand "der Coupe" est uniquement une coupe de glace | Gastronomie                                 |
| das Coupé                            | coupé                        | cabine fermé pour 2, anciennement dans les calèches, et aujourd'hui une automobile 3 porte est dite "coupé" en allemand.                                                   | Transport                                   |
| der/das Coupon (Kupon)               | le coupon                    | Un coupon, une feuille détachable, aussi un bon | Commerce                                    |
| die Courage                          | le courage                   | le courage, l'absence de peur, parfois la force | Familier                                    |
| die Courtage (Kurtage)               | le courtage                  | commission, par exemple sur laquelle se rémunère un agent immobilier | Commerce, banque.                           |
| Der Cousin, die Cousine              | le cousin, la cousine        | le cousin, la cousine | famille                                     |
| die Couture, der Couturier           | la couture                   | La haute couture, le haut couturier | mode                                        |
| die Crème de la Crème                | la crème de la crème         | de haute volée, la crème de la crème, haute société | art de vivre, société                       |
| die Crème double                     | la crème double              | |                                             |
| die Crème fraîche                    | la crème fraiche             | |                                             |
| die Crème légère                     | la crème légère              | |                                             |
| das Crêpe                            | la crêpe                     | |                                             |
| das Crêpe Suzette                    | la crêpe Suzette             | |                                             |
| das Croissant                        | le croissant                 | |                                             |
| der/das Croque                       | le croque                    | |                                             |
| der Croupier                         | le croupier                  | |                                             |
| das Croûton                          | le croûton                   | |                                             |
|                                      |                              | |                                             |

### D
| Mot allemand                               | Origine                 | Sens | Domaine                                    |
| ------------------------------------------ | ----------------------- | --- | ------------------------------------------ |
| die Dame                                   | la dame                 | 1 - Dans l'expression "Damen und Herren" (mesdames et messieur) 2 - Une femme cultivée et de meilleure tenue 3 - Terme affectif et respectueux désignant une femme (souvent âgée) : expression "die alte Dame" 4 - La reine au jeu d'échecs 5 - Le jeu de Dame                              | Courant                                    |
| der Danseur, die Danseuse                  | le danseur, la danseuse | |                                            |
| das Debakel                                | la débâcle              | défaite, effondrement, sortie pitoyable | militaire, politique                       |
| das Debüt                                  | le début                | les premiers pas d'un artiste ou d'un sportif, par exemple le premier album | art                                        |
| dechiffrieren, verb                        | déchiffrer              | |                                            |
| die Dekoration                             | la décoration           | ce qui décore |                                            |
| die Delegation, delegieren, verb           | la délégation           | le fait de déléguer un pouvoir, une tâche | entreprise, politique                      |
| die Demontage                              | le démontage            | la déconstruction, le démontage, le démantèlement, l'élimination progressive | industrie, politique                       |
| die Depesche                               | une dépêche             | un télégramme |                                            |
| das Depot                                  | le dépôt                | 1- lieu de stockage en gros, dépôt, entrepôt 2- lieu où sont gardés des objets de valeur, dans une banque 3- Sédiment déposé dans une boisson, surtout au fond d'une bouteille de vin rouge 4- substance accumulée dans un organe (médecine) 5- lieu ou sont rassemblés les bus d'un réseau | industrie, commerce, médecine, gastronomie |
| derangieren                                | déranger                | |                                            |
| desavouiren                                | désavouer               | compromettre publiquement, nier |                                            |
| der Deserteur, desertieren, verb desertion | le déserteur            | Déserteur, transfuge | militaire                                  |
| die Desillusion                            | la désillusion          | la déception, la désillusion, la frustration, l'amertume |                                            |
| desillusioniert                            |                         | |                                            |
| das Dessert                                | dessert                 | dessert | culinaire                                  |
| das dessous                                | les dessous             | d'élégants sous-vêtements pour femme (dessous chics) | mode                                       |
| das Detail                                 | le détail               | un détail, par exemple, un détail sans importance, rentrer dans le détail (ins Detail gehen). |                                            |
| der Digestif                               | le digestif             | un alcool fort bu après le repas |                                            |
| der Dilettant                              | le dilettante           | un amateur, celui qui aime ce qu'il fait sans être un professionnel, ou bien une personne qui ne maîtrise pas sa technique | hobbie                                     |
| das Diner, dinieren                        | le diner                | repas du soir en plusieurs plats | gastronomie                                |
| diskret, die Diskretion                    | discret                 | discret, la discrétion | langage courant                            |
| diskutabel                                 | discutable              | |                                            |
| die Distanz                                | la distance             | 1- distance spatiale, espace entre deux points, distance 2- Retenue (dans l'interaction avec d'autres individus) |                                            |
| das Double                                 | le double               | 1- dans le cinéma, une doublure, un sosie 2- en musique, la variation d'une phrase d'une suite en la reportant dans une voix supérieure | cinema musique                             |
| das Dragee                                 | la dragée               | 1- bonbon recouvert de sucre 2- pilule recouverte d'une couche adoucissante au goût | gastronomie, pharmacie                     |
| die Droge                                  | la drogue               | substance végétale animale ou végétale, principe actif d'un médicament. | pharmacie                                  |
| drollig                                    | drôle                   | rigolo, qui fait rire |                                            |
| die Duchesse                               | la duchesse             | tissu de soie lourde avec un avant brillant et mat de retour en armure satin | couture                                    |

### E
| Mot allemand             | Origine         | Sens                                                                          | Domaine          |
| ------------------------ | --------------- | ----------------------------------------------------------------------------- | ---------------- |
| Das Eau de Cologne       | eau de Cologne  | eau de Cologne                                                                | mode, parfumerie |
| Das Eau de Parfum        | eau de parfum   | fragrance de concentration intermédiaire entre l'eau de toilette et le parfum | mode, parfumerie |
| Das Eau de Toilette      | eau de toilette | eau de toilette                                                               | mode, parfumerie |
| echauffieren             | échauffer       |                                                                               |                  |
| Der Eklat, eklatant      | éclat, éclatant |                                                                               |                  |
| Der Elan                 | élan            |                                                                               |                  |
| elegant                  | élégant         |                                                                               |                  |
| Die Elite                | élite           |                                                                               |                  |
| Die Emaille              | émail           |                                                                               |                  |
| Das Empire               | empire          |                                                                               |                  |
| en detail                | en détail       |                                                                               |                  |
| Das Enfant terrible      | enfant terrible |                                                                               |                  |
| Das Engagement           | engagement      |                                                                               |                  |
| engagieren               | engager         |                                                                               |                  |
| en passant               | en passant      |                                                                               |                  |
| Das Ensemble             | ensemble        |                                                                               |                  |
| Das Entrée               | entrée          |                                                                               |                  |
| Der Entrepreneur         | entrepreneur    |                                                                               |                  |
| Die Epaulette            | épaulette       |                                                                               |                  |
| eskalieren               | escalader       |                                                                               |                  |
| Die Eskorte, eskortieren | escorte         |                                                                               |                  |
| etablieren               | établir         |                                                                               |                  |
| Das Etablissement        | établissement   |                                                                               |                  |
| Die Etage                | étage           |                                                                               |                  |
| Die Etappe               | étape           |                                                                               |                  |
| Etui                     | étui            |                                                                               |                  |
| Etat                     | état            |                                                                               |                  |
| etepetete                | être peut-être  |                                                                               |                  |
| Etikette                 | étiquette       |                                                                               |                  |
| Experte                  | expert          |                                                                               |                  |
| Expertise                | expertise       |                                                                               |                  |
| Exposé                   | exposé          |                                                                               |                  |
| Exterieur                | extérieur       |                                                                               |                  |
|                          |                 |                                                                               |                  |

### F
| Mot allemand         | Origine  | Sens         | Domaine         |
| Der Friseur (Frisör) | friser   | coiffeur     | langage courant |
| -------------------- | -------- | ------------ | --------------- |
| Die Fabrik           | Fabrique | Usine        | Langage courant |
| falsch               | faux     | faux         | langage courant |
| fidel                | fidèle   | joyeux       | langage courant |
| Die Flanke           | flanc    | flanc, côtés | militaire       |

### G

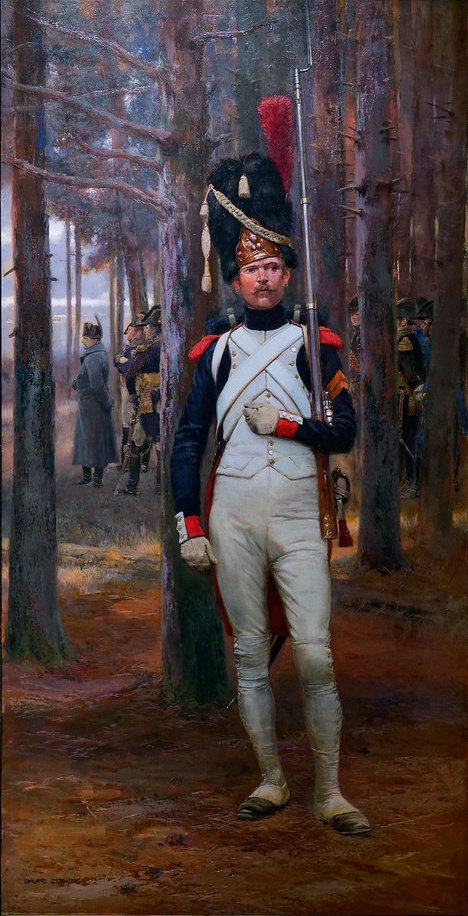
Ein Grenadier.

| Mot allemand  | Origine   | Sens      | Domaine         |
| ------------- | --------- | --------- | --------------- |
| Der Gendarm   |           | gendarme  | militaire       |
| Der Grenadier | grenadier | grenadier | militaire       |
| grotesk       | grotesque |           | adjectif        |
| Garderobe     |           | vestiaire | langage courant |

### H
| Mot allemand | Origine | Sens   | Domaine   |
| ------------ | ------- | ------ | --------- |
| Der Herold   | héraut  | héraut | militaire |

### I
| Mot allemand | Origine | Sens | Domaine |
| ------------ | ------- | ---- | ------- |
| Illustration |         |      |         |

### J
| Mot allemand | Origine | Sens | Domaine |
| ------------ | ------- | ---- | ------- |
| Jabot        |         |      |         |

### K
| Mot allemand      | Origine   | Sens                                              | Domaine                 |
| ----------------- | --------- | ------------------------------------------------- | ----------------------- |
| Der Kadett        | Cadet     | Cadet                                             | militaire               |
| Der Kapitän       | capitaine | capitaine                                         | militaire               |
| Kaprice           | caprice   |                                                   |                         |
| kommandieren      | commander | commander                                         | militaire               |
| Der Kompagnon     | compagnon | l'associé                                         |                         |
| Der Komparse      | comparse  | figurant                                          |                         |
| Der Kordon        | le cordon | Cordon de police, barrage militaire               | Militaire, ordre public |
| Der Korporal      | caporal   | caporal                                           | militaire               |
| Das Korps (Corps) | le corps  | Regroupement de plusieurs troupes qui s'associent | Militaire               |

### L
| Mot allemand | Origine | Sens  | Domaine   |
| ------------ | ------- | ----- | --------- |
| Die Lanze    | lance   | lance | militaire |
| loyal        | loyal   |       | culturel  |

### M
| Mot allemand            | Origine       | Sens                                     | Domaine   |
| ----------------------- | ------------- | ---------------------------------------- | --------- |
| marschieren             | marcher       |                                          | militaire |
| die Montage             | montage       | fabrication d'une machine, d'un bâtiment | Technique |
| mutterseelenallein (de) | moi tout seul | Très grande solitude                     | sentiment |

### N
| Mot allemand | Origine | Sens | Domaine |
| ------------ | ------- | ---- | ------- |
| Necessaire   |         |      |         |

### O
| Mot allemand | Origine  | Sens     | Domaine |
| ------------ | -------- | -------- | ------- |
| Oboe         | Hautbois | Hautbois | Musique |

### P

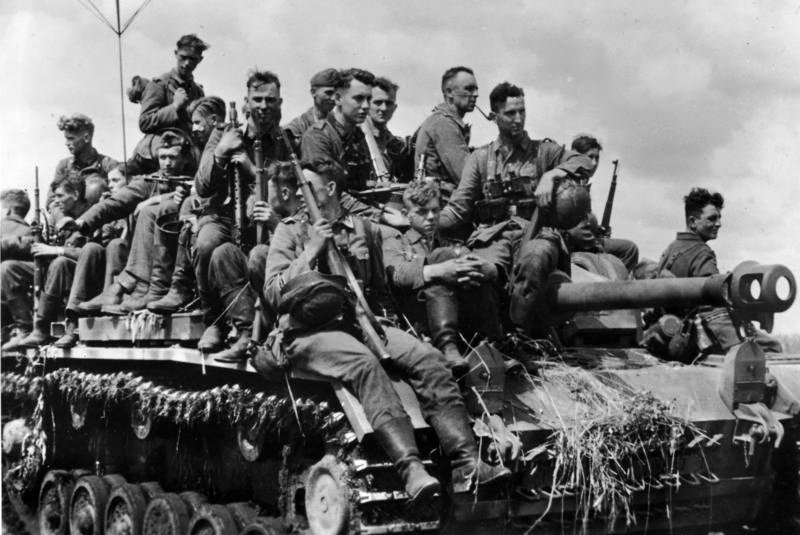
Panzergrenadiere der Wehrmacht.

| Mot allemand       | Origine                                                       | Sens          | Domaine |
| ------------------ | ------------------------------------------------------------- | ------------- | --- |
| Der Panzer         | pansier (ancien français, pièce d'armure recouvrant la panse) | panzer        | militaire |
| Die Passage        | le passage                                                    | passage       | |
| passieren, v       | passer                                                        | se passer     | passieren est l'un des mots les plus fréquents de la langue Allemande, par exemple pour demander: Qu'est-ce qui se passe? Was passiert?) |
| Die Patrouille     | patrouille                                                    | patrouille    | militaire |
| Die Piraterie      | piraterie                                                     |               | marin |
| Das Pläsier        | plaisir                                                       | plaisir       | |
| professionell, adj | professionnel                                                 | professionnel | langage courant |

### Q
| Mot allemand | Origine | Sens | Domaine |
| ------------ | ------- | ---- | ------- |
| Quadrille    |         |      |         |

### R
| Mot allemand   | Origine    | Sens                   | Domaine         |
| -------------- | ---------- | ---------------------- | --------------- |
| Rabatt         |            | rabais commercial      |                 |
| recherchieren  |            | recherche scientifique |                 |
| Route          |            |                        | langage courant |
| Das Restaurant | restaurant |                        | langage courant |

### S
| Mot allemand   | Origine       | Sens | Domaine |
| -------------- | ------------- | ---- | ------- |
| Sabotage       |               |      |         |
| Die Souffleuse | La souffleuse |      | Théatre |

### T
| Mot allemand | Origine | Sens   | Domaine   |
| ------------ | ------- | ------ | --------- |
|              |         |        |           |
| Die Truppe   | troupe  | troupe | militaire |
|              |         |        |           |

### U
| Mot allemand | Origine | Sens | Domaine |
| ------------ | ------- | ---- | ------- |
| Urinal       |         |      |         |

### V
| Mot allemand | Origine | Sens | Domaine |
| ------------ | ------- | ---- | ------- |
| vage         |         |      |         |

### W X Y Z
| Mot allemand  | Origine   | Sens      | Domaine      |
| ------------- | --------- | --------- | ------------ |
| Die Zigarette | Cigarette | Cigarette | vie courante |